# فینالیسیما ۲۰۲۲
فینالیسیما ۲۰۲۲ (به انگلیسی: 2022 Finalissima) (به معنای فینال بزرگ)، سومین دوره رقابت‌های جام قهرمانان کونمبول–یوفا بود که در آن یک مسابقه فوتبال بین قهرمانان کوپا آمریکا و جام ملت‌های اروپا برگزار می‌شود. در این مسابقه تیم ملی ایتالیا، برنده یورو ۲۰۲۰ (برگزار شده در سال ۲۰۲۱) و تیم ملی آرژانتین، برنده کوپا آمریکا ۲۰۲۱ حضور داشت. این مسابقه در تاریخ ۱ ژوئن ۲۰۲۲ در ورزشگاه ومبلی، لندن برگزار شد. این مسابقه، در واقع احیای جام آرتمیو فرانکی است که آخرین بار ۲۹ سال قبل برگزار شده و توسط یوفا و کونمبول به عنوان بخشی از همکاری مجدد بین دو کنفدراسیون سازماندهی شده‌است.
این مسابقه که با ۸۷ هزار تماشاگر انجام شد، با پیروزی ۳–۰ آرژانتین همراه بود و این تیم برای دومین بار جام قهرمانان کونمبول–یوفا را برنده شد.

## مسابقه
شاگردان لیونل اسکالونی در دیدار بین قاره‌ای بین قهرمان آمریکای جنوبی و اروپا در ومبلی مقابل ایتالیا قرار گرفتند، با ارائه نمایشی چشم نواز موفق شدند با گل‌های لائوتارو مارتینز، آنخل دی ماریا و پائولو دیبالا به برتری برسند و فاتح جام فینالیسیما شوند.
لیونل مسی در این بازی دو پاس گل به ثمر رساند